# زهکشی کنترل‌شده
زهکشی کنترل‌شدهٔ، تلفیق آبیاری و زهکشی است. با باز و بسته کردن خروجی زهکش، می‌توان سطح آب را در داخل خاک در حدی مطلوب حفظ کرد به طوری که گیاه بتواند به کمک نیروی موئینهٔای از آب استفاده کند و در عین حال، به گیاه آسیبی از نظر ماندابی شدن وارد نگردد. زهکشی کنترل‌شده می‌تواند نقش مهمی در حفظ آب، بالابردن راندمان آبیاری، حفظ مواد غذایی خاک و در نهایت، حفظ کیفیت آب پایین دست داشته باشد. رویکرد جدید زهکشی این است که زهشکی مصنوعی تنها در صورتی انجام شود که ضرورت آن کاملاً محسوس باشد.
برای زهکشی کنترل شده، وجود شرایط زیر الزامی است:
- اراضی کشاورزی نسبتاً مسطح؛
- استفاده از روش آبیاری سطحی؛
- دارا بودن سامانه زهکشی مصنوعی (روباز یا بسته)؛
- وجود چاهکهای بازرسی یا سایر سازه‌هایی که بتوان سطح آب را در زهکشها کنترل کرد؛
- وجود علاقمندی در کشاورزان؛
- یکپارچگی در اراضی وسیع؛ و
- عدم کشت محصولات مختلف.

## جُستارهای وابسته
- آبیاری
- زهکشی
- منابع آب
- مدیریت آب
- زهکش روباز
- زهکشی زیرزمینی
- زهکشی زیستی
- زهکشی خشک